# Fronteras de Bután
Bután comparte sus fronteras con solo dos países, India y China. Bután, al ser un país sin salida al mar, no mantiene fronteras marítimas.

## Fronteras terrestres
Bután comparte sus fronteras terrestres con la India y China .
| País fronterizo | Longitud (km) | Fuerza                 | notas                               |
| --------------- | ------------- | ---------------------- | ----------------------------------- |
| India           | 578 km        | Real Ejército de Bután | Véase: frontera entre Bután e India |
| China           | 477 km        | Real Ejército de Bután | Véase: frontera entre Bután y China |

## Disputas

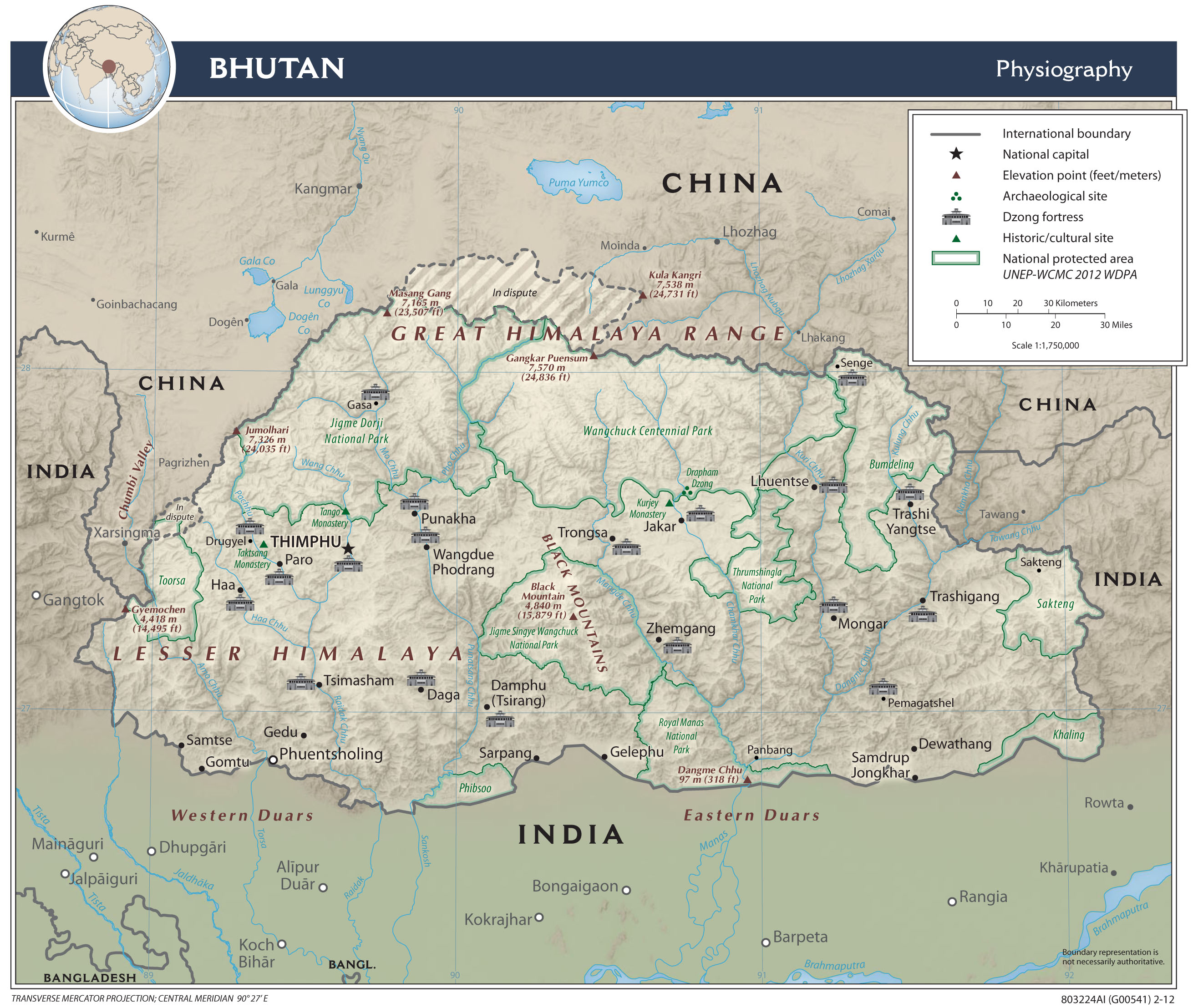
Mapa de Bután y sus diferendos territoriales.

Bután tiene algunas disputas territoriales con China. Durante un breve período alrededor de 1911, la República de China mantuvo oficialmente un reclamo territorial sobre partes de Bután. El reclamo territorial fue mantenido por la República Popular China después de que el Partido Comunista Chino tomara el control de China continental en la guerra civil china en 1949. Mao Zedong declaró en la versión original de 1939 de La revolución china y el Partido Comunista que "los límites correctos de China incluirían Birmania, Bután y Nepal". En su política Cinco dedos del Tíbet, también se refirió a Bután como parte del Tíbet y, por lo tanto, de China. En 1959, China publicó un mapa en Una breve historia de China donde se incluían partes considerables de Bután, así como de otros países, en sus reclamos territoriales. En 1998, China y Bután firmaron un acuerdo bilateral para mantener la paz en la frontera. En el acuerdo, China afirmó su respeto por la soberanía y la integridad territorial de Bután y ambas partes buscaron construir lazos basados en los Cinco Principios de la Coexistencia Pacífica. Sin embargo, la construcción de carreteras por parte de China en lo que Bután afirma ser territorio butanés, supuestamente en violación del acuerdo de 1998, ha provocado tensiones. En 2002, sin embargo, China presentó lo que afirmó ser "pruebas", afirmando su propiedad de extensiones de tierra en disputa; después de las negociaciones, se llegó a un acuerdo provisional. El 2 de junio de 2020, China planteó una nueva disputa sobre el territorio que nunca antes había surgido en conversaciones sobre límites. En la reunión virtual del Fondo Mundial para el Medio Ambiente (FMMA), China objetó una subvención para el Santuario de Vida Silvestre Sakteng en el distrito Trashigang del este de Bután alegando que el área estaba en disputa.
Bután no tiene disputas fronterizas con India.

## Transporte y travesías

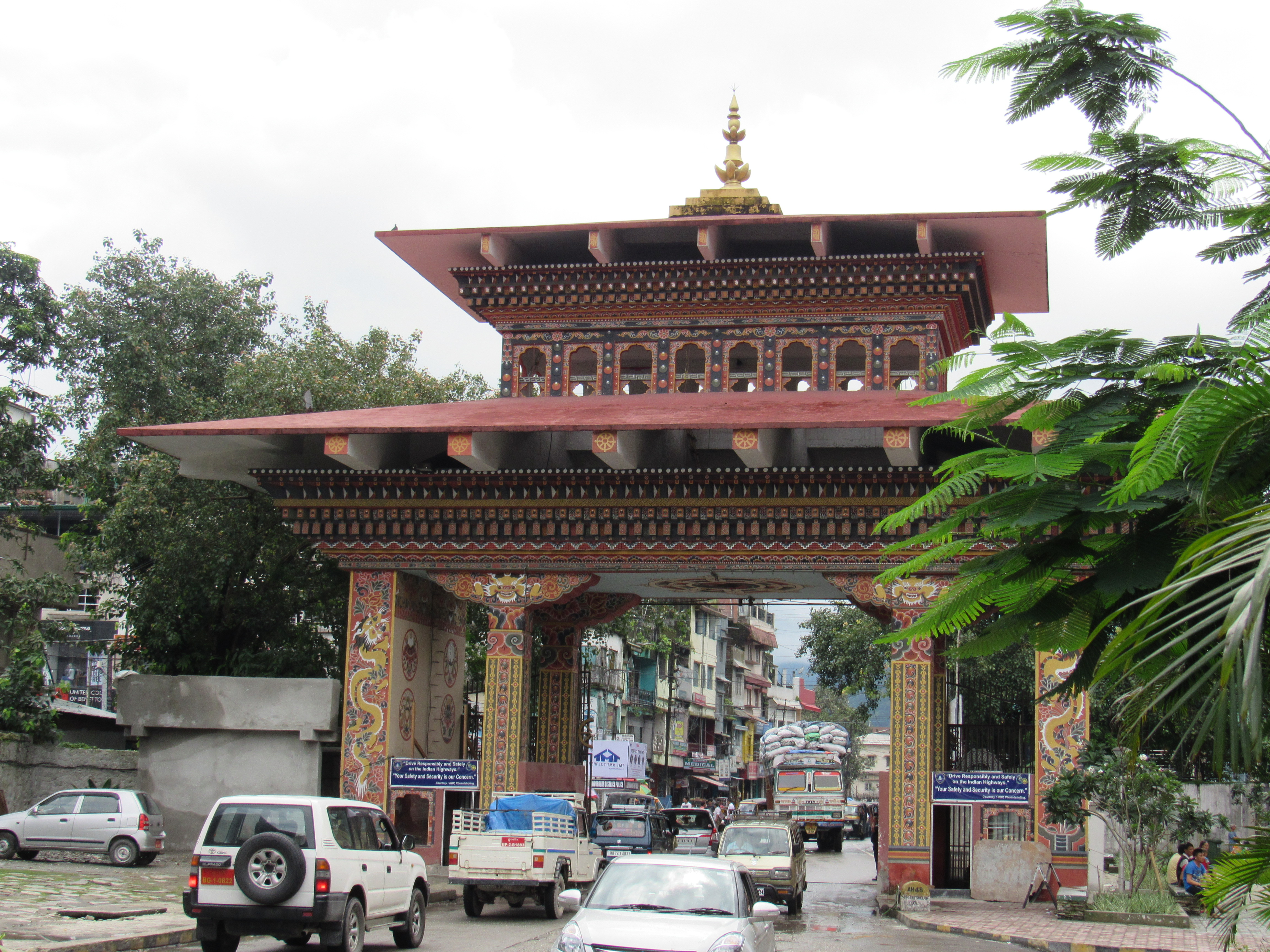
La puerta que marca la frontera, vista desde Phuntsholing, Bután.

La frontera entre Bután e India es el único acceso terrestre para entrar en Bután, ya que la frontera con China está completamente cerrada. El único punto de entrada para los ciudadanos extranjeros se encuentra entre las ciudades de Jaigaon, subdivisión de Alipurduar, distrito de Alipurduar en el estado indio de Bengala Occidental y Phuntsholing, en el suroeste de Bután.